# Російсько-шведська війна (1788—1790)
Російсько-шведська війна (1788—1790), відома як Російська війна Густава III у Швеції, Війна Густава III у Фінляндії та Шведська війна Катерини II у Росії — війна, яку почала Швеція з метою повернення територій, втрачених під час попередніх війн з Російською імперією. Швеції не вдалося заручитися підтримкою Великої Британії, Голландії та Пруссії.

## Причини
Причиною війни стала участь Російської імперії у внутрішніх справах Швеції. Зокрема, активне позиціювання Російської імперії в ролі гаранта майбутньої конституції Швеції, що було скасовано королем Густавом III 1772 року й надалі слугувало приводом для двосторонньої напруженості. Також важливим фактором стало озброєння російської ескадри, призначеної для дій у Середземному морі.
Скориставшись тим, що головні російські сили відволіклись на війну з Османською імперією, шведська армія у кількості 38 000 осіб під командуванням короля Густава III вторглась 21 червня 1788 на територію Росії, але була зупинена російськими військами у кількості близько 19 000 осіб під командуванням генерал-аншефа Валентина Мусіна-Пушкіна.
Основні події війни відбувались на морі.

## Війна на суші
21 червня 1788 року загін шведських військ перетнув кордон, увірвався до передмістя Нейшлота та почав бомбардувати фортецю.
Одночасно з початком воєнних дій шведський король висунув російській імператриці Катерині II такі вимоги:
- покарання російського посла графа Розумовського за його інтриги, що схилялись до порушення миру між Російською імперією та Швецією;
- поступка Швеції всіх частин Фінляндії, набутих за Ніштадтським й Абоським договорами;
- прийняття посередництва Швеції для укладення миру з Османською імперією;
- роззброєння російського флоту й повернення суден, що вийшли до Балтійського моря.

Відповіддю стало видалення шведського посольства з Санкт-Петербургу. Російських військ на шведському кордоні встигли зібрати лише близько 14 тисяч (частково новонабраних); проти них стояла 30-тисячна армія під особистим командуванням короля. Незважаючи на таку нерівність сил, шведи ніде не мали рішучого успіху; їхній загін, що тримав в облозі Нейшлот, був змушений відступати, а на початку серпня 1788 і сам король з усіма військами, пішов з території Російської імперії.

### Бій поблизу Кернікоскі
Бойові дії на суші виявились не зовсім вдалими для Російської імперії. Шведи вийшли переможцями у боях під Кернікоскі, Пардакоскі й Валкіала. На допомогу російським військам Катерина II відрядила генерала Осипа Ігельстрома та принца Ангальт-Бернбурзького. Контратаку росіян було призначено на 18 квітня 1790 року пізно ввечері. Рух на військо Густава ІІІ було сплановано з трьох боків. Спочатку атака росіян була успішною; шведи почали відступати. Генерал-поручик принц Ангальт-Бернбурзький вирішив узяти Кернікоскі. Він віддав наказ швидким маршем захопити кернікоський міст. Росіяни захопили ворожу батарею. Шведи почали залишати шанці. Але невдовзі вони отримали сильну підтримку й почали тиснути на росіян, перейшовши до контратаки. Принц Ангальт-Бернбурзький не дочекався допомоги. Через потужну шведську контратаку росіяни були змушені відступати. Війська були поділені на три колони. Частина принца служила в ретираді. Бригадир Василь Байков (?—1790) розділив свою навпіл і потрапив під подвійний обстріл. Підкріплення генерал-майора Бергмана (?—1803) та бригадира князя Мещерського (1741—?) не змогли вчасно підійти на допомогу. Росіяни знову зазнали поразки.
Втрати росіян: убитими — 6 офіцерів і 195 солдатів; поранено — 16 офіцерів і 285 солдатів. Втрати шведів: 41 убитих і 173 поранених. Принц Ангальт-Бернбурзький і бригадир Байков померли від поранень.

## Морські битви
Усвідомлюючи непідготовленість Російської імперії до боротьби в Балтійському морі, Густав III зайнявся підготовкою до війни. З 1771 року він довів чисельність флоту до 23 лінійних кораблів, 11 фрегатів, а гребний флот — до 140 кораблів. У Російської імперії також був флот, причому він переважав шведський за чисельністю, а не за якістю. Він був роззосереджений та складався з 49 кораблів і 25 фрегатів. Проте через старість половина не могла вийти з портів. Майже всі придатні до бою судна були відряджені в Архіпелаг, щоб відволікти Туреччину від Чорного моря.
План нападу на Російську імперію полягав у такому:
1. Зосередження сухопутних сил у Фінляндії, щоб відтягнути від Санкт-Петербургу російську армію та звільнити узбережжя.
2. Генеральна битва на морі, поразка російського флоту, блокада Кронштадта, де, на думку шведського короля, мала б переховуватись решта російського війська.
3. Виділення 20-тисячного корпусу від своїх військ та навантаження їх на гребні судна. А потім безперешкодний прохід до Санкт-Петербургу. Звідти він хотів диктувати умови миру Російській імперії.

Маючи відомості про неготовність Російської імперії, Густав III не мав сумнівів у перемозі. Але він поспішив і припустився величезної помилки — не дав усьому російському флоту піти в Архіпелаг. Напад на Російську імперію вчинив сильний переполох у Петербурзі. Ані флот, ані армія не були готові до війни. Це усвідомлювали всі.

### Гогландська битва

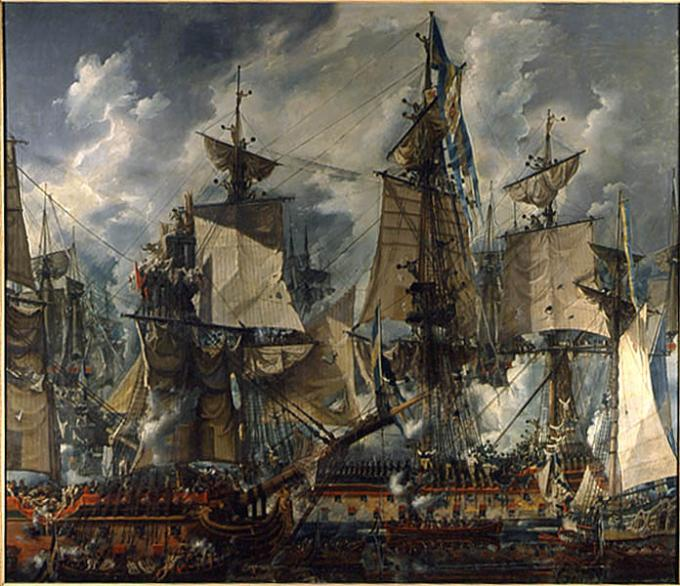
Гогландська битва

Битва відбулась 6 (17) липня 1788 року біля острова Гогланд у Фінській затоці. Склад сил: росіяни — 17 лінійних кораблів, шведи — 16 лінійних кораблів і 7 фрегатів. У шведів була перевага у гарматах (у 1,5 раза). Особовий склад шведського флоту був відмінно навчений, а російський навчався «на ходу».
Ескадра була розділена на 3 частини, проте ар'єргард серйозно відставав, а в той час авангард підійшов на відстань пострілу. «Ростислав» (на якому був і адмірал Грейг) порівнявся з контр-адміральським кораблем противника. Незважаючи на те, що в той момент співвідношення сил було 12 кораблів шведів проти 7 російських, Грейг першим відкрив вогонь — й одразу битва стала загальною. Шведські кораблі зосередили вогонь на «Ростиславі» та «Владиславі». Проте Грейг на своєму судні «Ростислав» так накинувся на шведський авангард, що перші кораблі шведів відхилились та вийшли з ладу. Однак і «Ростислав» був сильно пошкоджений. До того часу вже ніхто не тримав стрій; всі прагнули завдати противнику більшої шкоди.
Ар'єргард Фондезіна підійшов до закінчення бою. Можливо, якби він підійшов раніше, битва була б за росіянами у перший період бою. Ближче до вечора шведський флот почав поспіхом відступати слідом за буксиром, що відводив розбитий російською картеччю контр-адміральський корабель. Його переслідували російські судна. Шведи намагались вишикуватись у лінію, але за такого слабкого вітру в них не виходило. Росіяни спустили шлюпки й доганяли шведів. Шведські кораблі вдались до тих же заходів.
І російський, і шведський флоти вишикувались для продовження битви. Липневий вечір давав змогу вести бойові дії. «Ростислав» зрештою наблизився до віце-адміральського корабля «Принц Густав», знищивши третину його екіпажу.
Близько 10 вечора битва нарешті вщухла. «Принц Густав» спустив свій прапор і здався. У полон потрапили віце-адмірал Вахтмейстер і 539 осіб команди.
Росіяни втратилияли 1 корабель — «Владислав», — який у сутичці потрапив у середину шведських кораблів, та, не отримавши допомоги, здався. Ця битва змінила долю подальшої кампанії. Росіяни завдали противнику поразки, після якої рештки шведського флоту були змушені переховуватись у Свеаборзі.
Формально і шведи святкували перемогу — вони взяли в полон «Владислав». Але флот був у жахливому стані, й думати про спроби нападу на Кронштадт було неможливо. Перемога росіян зірвала плани шведів з установлення панування на Балтиці й захоплення Санкт-Петербургу з моря.
Адмірал Грейг був нагороджений орденом святого Андрія Первозванного. Не менш щедро була нагороджена й решта команди.
Через те, що ар'єргард рухався надто повільно, росіяни не виграли битву одразу. Троє командирів кораблів ар'єргарду — капітани Коковцев, Вальронд і Баранов — були віддані під суд та розжалувані в матроси. Командувач ар'єргарду Мартин Фондезін також був усунутий від командування.

### Еландський бій
15 (26) липня 1789 року поблизу острова Еланд 36 шведських кораблів (у том числі 22 лінійних) під командуванням герцога Карла Седерманландського зазнали поразки від ескадри під командуванням адмірала Василя Чичагова (25 кораблів, в тому числі 20 лінійних) та, втративши кілька суден, відступили.

### Перша Роченсальмська битва

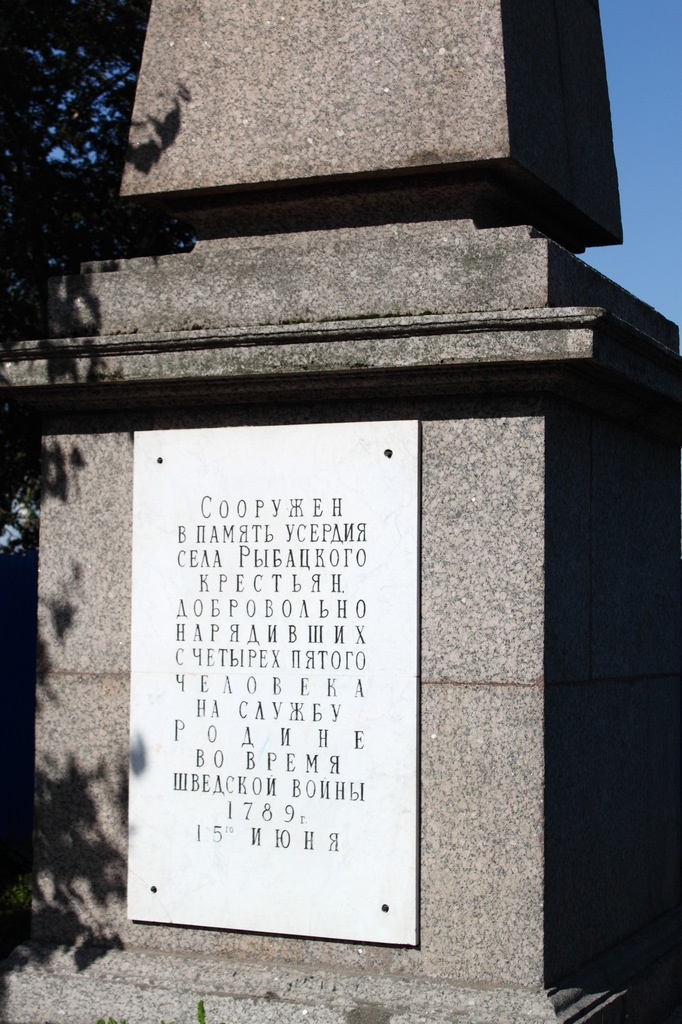
Монумент у пам'ять рекрутам, які брали участь у Шведській війні. Рибаче (Санкт-Петербург)

13 (24) серпня 1789 року шведський флот загальним числом 49 кораблів під командуванням адмірала Карла Еренсверда сховався на Роченсальмському рейді серед островів поблизу сучасного міста Котка. Шведи перегородили єдину доступну для великих суден протоку Роченсальм, затопивши там три судна. 13 серпня 86 російських кораблів під командуванням віце-адмірала Карла Нассау-Зігена почали атаку з двох сторін. Південний загін під командуванням генерал-майора Івана Балле упродовж кількох годин відволікав на себе основні сили шведів, натомість із півночі пробивались основні сили російського флоту під командуванням контр-адмірала Юлія Літта. Кораблі вели вогонь, а особливі команди матросів та офіцерів прорубували прохід. За п'ять годин Роченсальм було розчищено, і росіяни увірвались на рейд. Шведи зазнали поразки, втративши 39 кораблів (у тому числі адміральський, захоплений у полон). Втрати росіян — 2 судна. У битві відзначився командувач правого авангарду Антоніо Коронеллі.

### Ревельська битва
Той бій вартував шведам значних жертв: 61 убитий, 71 поранений та близько 520 полонених, 1 корабель потрапив до рук неприятеля, 1 зазнав катастрофи, а з третього втрачено 42 гармати, скинутих, щоб піти з мілини. Втрати росіян склали тільки 8 убитих і 27 поранених. Стратегічним результатом битви стало руйнування шведського плану кампанії — розгромити російські сили частинами не вдалось, а втрати, які раніше планувалось поповнити за рахунок захоплених російських суден, важко позначились на стані шведського флоту.

### Красногорська битва

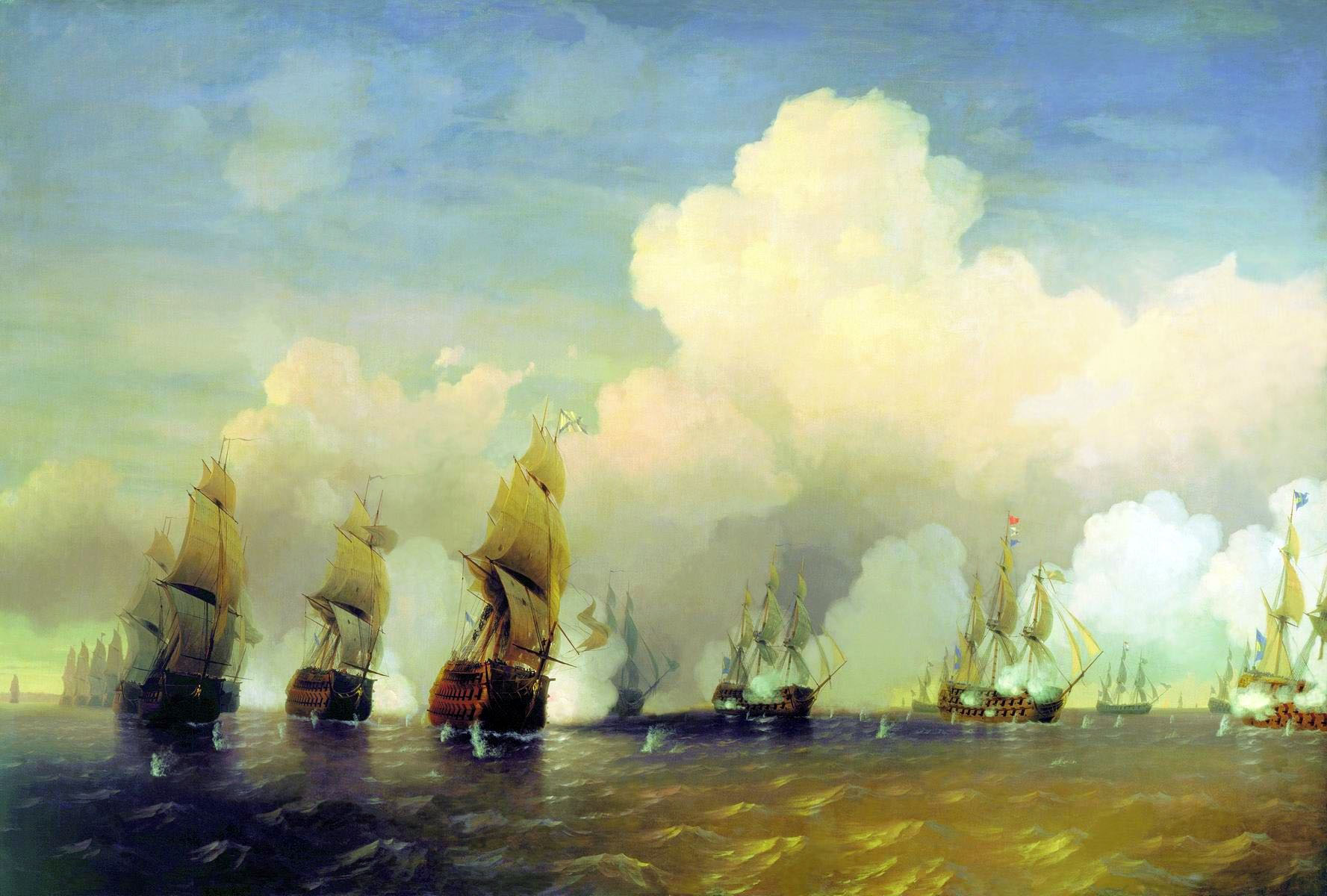
Красногорська битва

Як і під час кампанії дворічної давнини, шведи планували встановити панування на Балтиці та захопити Санкт-Петербург. Російська Кронштадтська ескадра (29 кораблів, у тому числі 17 лінійних, командующий — віцеадмірал Олександр Круз) атакувала ескадру герцога Зюдерманландського (34 корабля, в тому числі 22 лінійних). Бій тривав два дні без явної переваги сторін, але, отримавши звістку про підхід російської Ревельської ескадри, шведи відступили та сховались у Виборзькій затоці.

### Виборзька битва

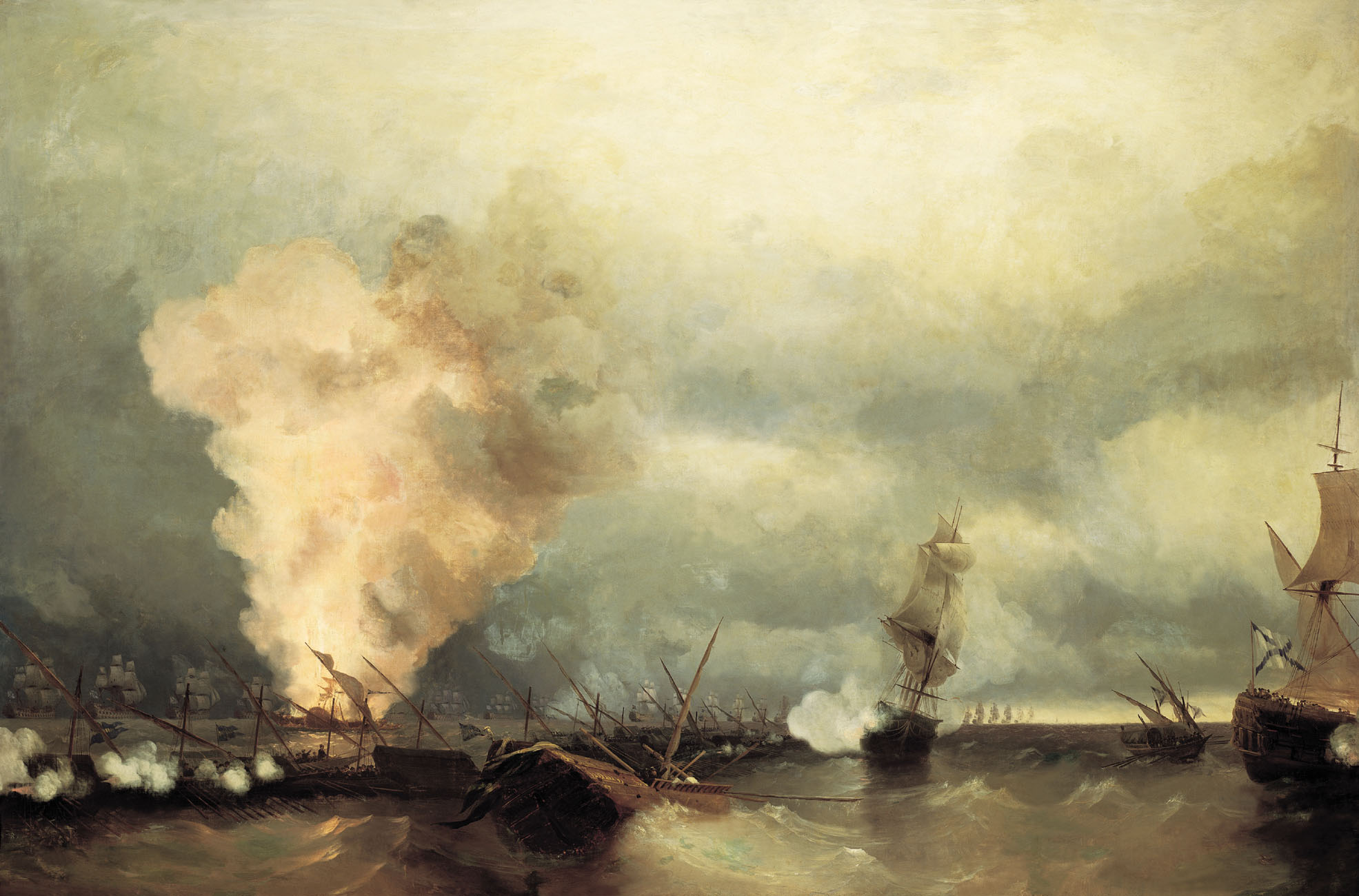
Виборзька битва

22 червня (3 липня) 1790 року після невдачі біля Красної Горки ескадра герцога Зюдерманландського у Виборзькій затоці зустрілась із гребною флотилією під командуванням короля Густава III. Кронштадтська ескадра віце-адмірала Круза, зустрівшись із Ревельською ескадрою адмірала Чичагова, блокувала Виборзьку затоку. Кілька днів противники здійснювали вилазки один проти одного. 22 червня почався сприятливий для шведів вітер, їм удалось прорватись і піти до Свеаборга. Адмірал Чичагов, який переслідував флот противника, виявив кволість і нерішучість. Шведи втратили 67 кораблів, у тому числі 7 лінійних і три фрегати. Російський флот втрат у кораблях не мав. У результаті тієї битви було остаточно зірвано шведський план із висадки десанту й захоплення Санкт-Петербургу.

### Друга Роченсальмська битва
Відбулась 28 червня (9 липня) 1790 року. Шведи знову сховались на рейді, але порівняно з першою битвою значно посилили оборону, зокрема, розмістили на островах батареї та поставили на якорі гребний галерний флот. Командував шведським флотом Густав III (196 кораблів, 28 великих), російським — Карл Генріх Нассау-Зіген (152 кораблі, 31 великий). На відміну від першої битви росіяни вирішили прориватись на рейд з однієї сторони протоки. Нассау-Зіген підійшов до Роченсальма о другій ночі, та, не провівши розвідки, о дев'ятій ранку розпочав бій. Бойові дії тривали до 23 години вечора, російський флот не зміг прорватись на рейд і завдати жодних значних збитків шведському флоту. Скориставшись сильним вітром, невеликі шведські судна вміло маневрували та змішали стрій російських галер, які, своєю чергою, змішали стрій російських фрегатів і шебек. Загалом у тому бою втрачено 52 російських кораблі, багато з яких були викинуті на каміння чи спалені власними командами.
1975 року фінські водолази підняли з глибини 16 м велику кількість зброї та інших предметів із загиблого в тому бою гребного фрегата «Святий Микола». Були підняті й рештки російських моряків, згодом поховані на православному цвинтарі міста Котка.

## Верельський мирний договір
Російсько-шведська війна 1788—1790 завершилась підписанням Верельського мирного договору 14 серпня 1790 року (Верель, нині Вяряля у Фінляндії) на умовах збереження довоєнних кордонів.